# Nordthüringer Hügelland

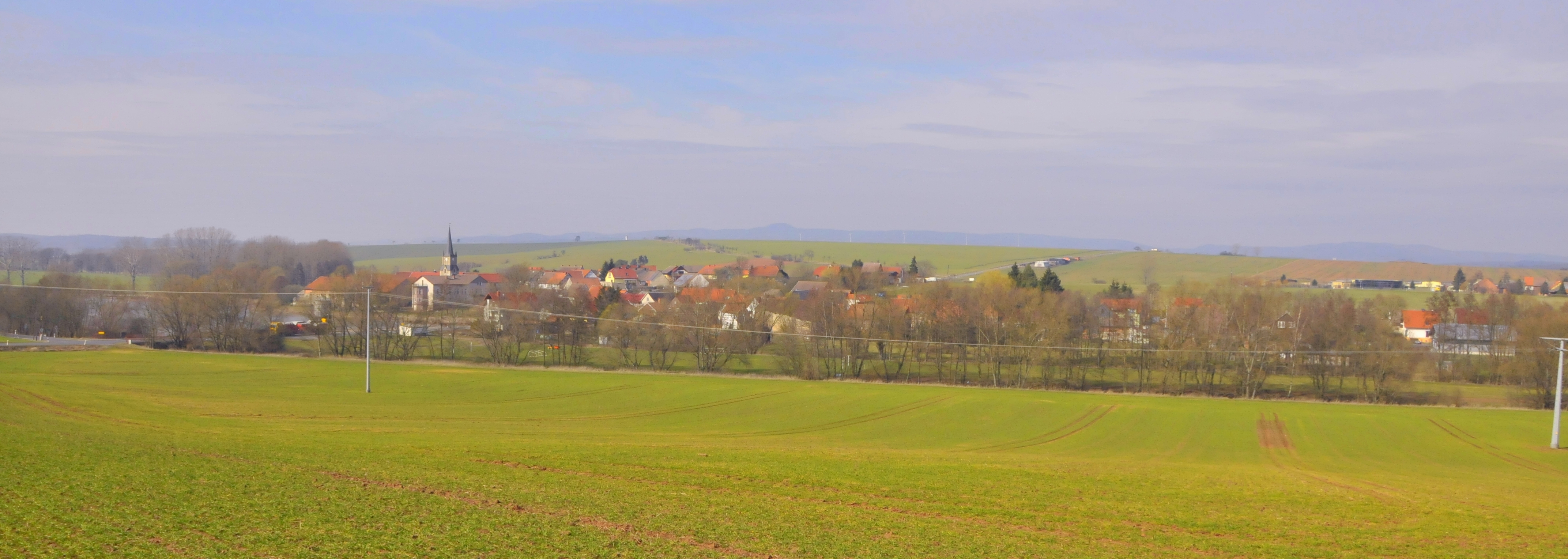
Das obere Helmetal bei Schiedungen

Das Nordthüringer Hügelland ist eine Hügellandschaft im Norden von Thüringen in den Landkreisen Nordhausen, Kyffhäuser und mit einem geringen Anteil im Landkreis Eichsfeld.
Es liegt zwischen dem Harz im Norden, dem Kyffhäusergebirge im Osten und der Hainleite im Süden und gehört nach dem
Handbuch der naturräumlichen Gliederung Deutschlands zum Thüringer Becken (mit Randplatten).
Die Landschaft hebt sich von den meisten Nachbarlandschaften durch anstehenden Buntsandstein ab. Bekannteste Teillandschaft ist der Höhenzug Windleite im Südosten.

## Geographische Lage
Das Nordthüringer Hügelland erstreckt sich vom Westen vom Ohmgebirgsrand bei Bischofferode nach Südosten am Nordrand der Hainleite entlang bis kurz vor Oldisleben und im Norden entlang einer Linie von Mackenrode nach Niedersachswerfen und von dort am westlichen Rand des Kyffhäuser vorbei wieder nach Süden.
Die wichtigsten Städte sind Nordhausen im Nordosten, Sondershausen im Süden und Bleicherode im Westen der Beckenlandschaft.

## Naturräumliche Einordnung
Das ca. 498 km² Gesamtfläche einnehmende Nordthüringer Hügelland stellt innerhalb der naturräumlichen Haupteinheitengruppe Thüringer Becken (mit Randplatten) die Haupteinheit 484 dar.
Eine detaillierte Gliederung liegt nur für den nördlichen Landschaftsteil vor:
- (zu 47/48 Thüringer Becken (mit Randplatten))
  - 484 Nordthüringer Hügelland
    - 484.0 Liebenroder Hügelland
    - 484.1 Trebraer Plattenland
    - 484.2 Obere Helmeniederung
    - Mittleres Wippertal
    - Windleite

Benachbarte Naturräume und unmittelbare Randerhebungen des Nordthüringer Hügellandes sind im Uhrzeigersinn im Süden beginnend:

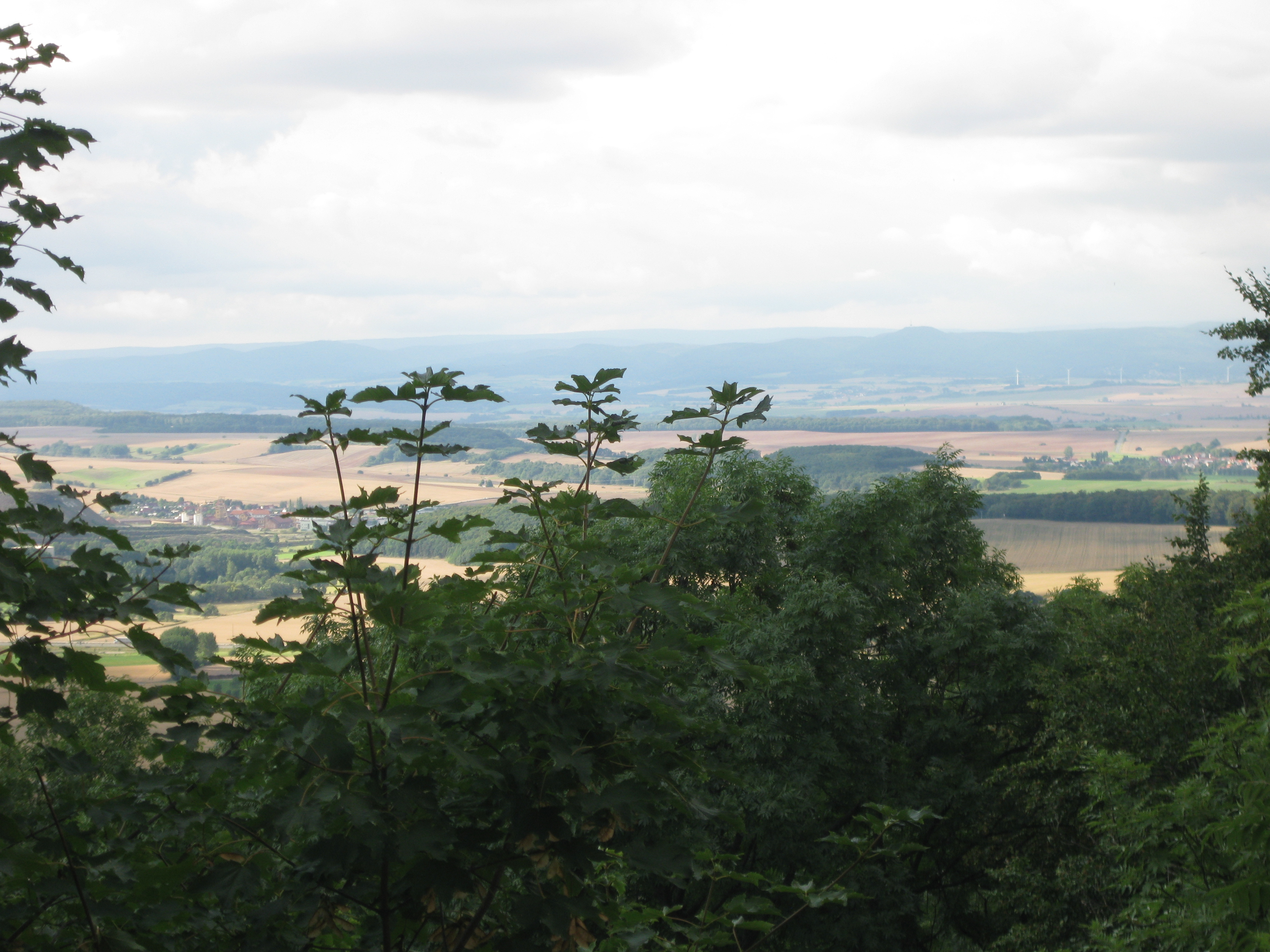
Aussicht von der Burg Lohra über den westlichen Teil des Nordthüringer Hügellandes bei Bleicherode (im Hintergrund die Berge des Harzes)

- östliche Hainleite (namenlose Kuppe: 391 m) im äußersten Südosten
- Wipperdurchbruch (Austritt der Wipper) bei Seega
- mittlere Hainleite (Wolfshof: 442 m) und
- westliche Hainleite (Wettenburg: 463 m) im Süden
- Wippereintritt an der Eichsfelder Pforte im Südwesten
- Bleicheröder Berge (Krajaer Kopf: 460 m) und
- Ohmgebirge (Ohmberg: 529 m) im Westen
- Silkeroder Hügelland (Buchenberg: 320 m) im Nordwesten
- Südharzer Zechsteingürtel mit dem dahinter liegenden Harz im Norden (Großer Warteberg: 322 m; Kohnstein: 335 m)
- Unteres Unstrut-Berg- und Hügelland östlich der Zorge und
- Austritt der Helme in die Beckenlandschaft der Goldenen Aue im Nordosten
- Kyffhäuser (Altendorfer Klippe: 424 m) im Osten
- Helme-Unstrut-Niederung im südlichen Osten

Einige Erhebungen im Westen können orographisch dem Ohmgebirge zugerechnet werden.

### Einstufung nach TLUG
Nach der rein innerthüringischen Einteilung Die Naturräume Thüringens der Thüringer Landesanstalt für Umwelt und Geologie in Jena (TLUG) ist das Nordthüringer Hügelland Teil der 910 km² großen Einheit Nordthüringer Buntsandsteinland, welche im Westen zusätzlich den thüringischen Anteil der Buntsandsteinlandschaften des nördlichen Eichsfeldes (ohne die Muschelkalkhöhenzüge Ohmgebirge-Bleicheröder Berge) und im Nordosten, östlich der Zorge, den kleinen, durch die Landesgrenze zu Sachsen-Anhalt abgetrennten nordwestlichen Teil des Unteren Unstrut-Berg- und Hügellandes.
Im nordöstlichen Teil stimmt dieses mit dem vom Handbuch leicht abweichenden Landschaftssteckbrief des BfN für das Nordthüringer Hügelland überein, welches danach eine Fläche von 572 km² umfasst und links der Zorge bis an die Thyra bei Berga (Kyffhäuser) (Sachsen-Anhalt) reicht.

## Geologie und Natur
Die durchweg aus Buntsandstein bestehende beckenartige Hügellandschaft wird überwiegend landwirtschaftlich genutzt, in den Tälern gibt es Ablagerungen von Löss und anderem Lockergestein. Durch unterirdische Auslaugungen gibt es zahlreiche Erdfälle.
Die Landschaft wird von einzelnen Hügelketten und Waldgebieten durchsetzt, lediglich die Windleite im Südosten ist stärker und feingliedriger zertalt. Die Waldgebiete bestehen überwiegend aus Eichen-Buchen-Mischwäldern, durchsetzt mit Fichtenkulturen und in den Tälern kommen auch Erlen und Eschen vor.

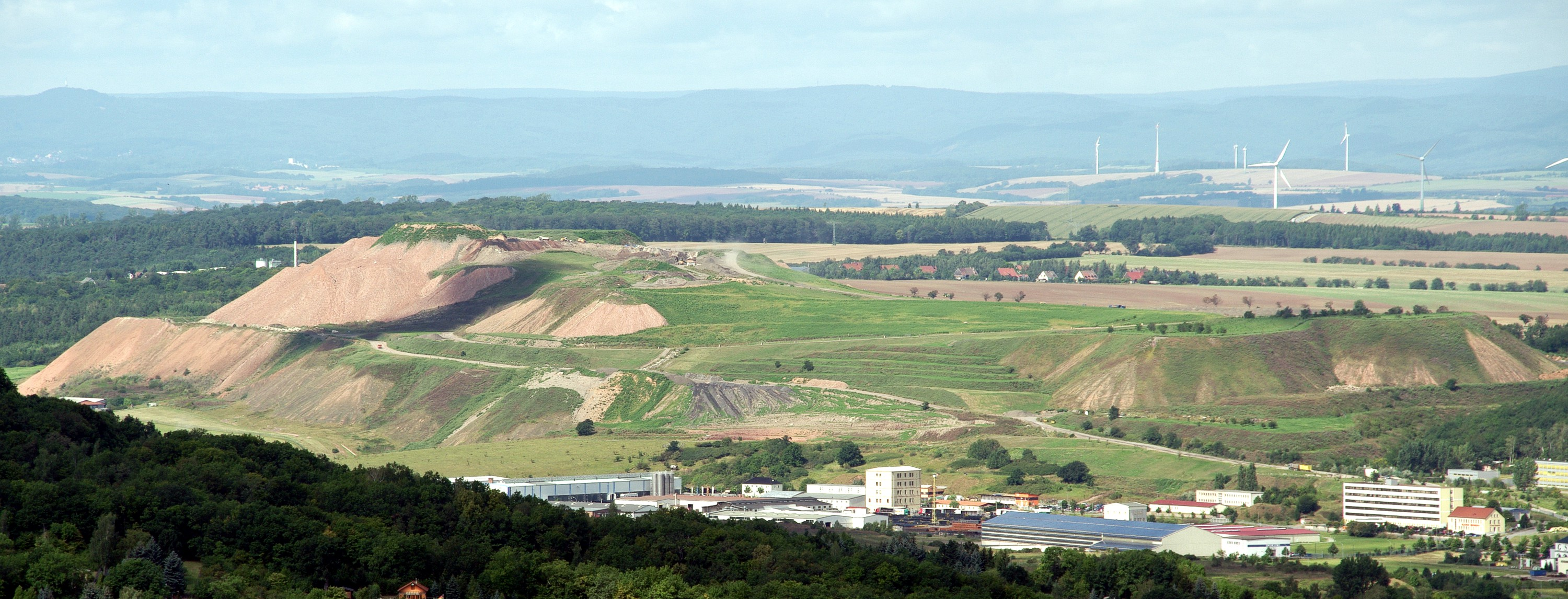
Die Kalihalden bei Sondershausen

Folgende Naturschutzgebiete bestehen im Nordthüringer Hügelland:
- NSG Stadtforst Sondershausen 40 Hektar (seit 1961)
- NSG Gatterberge 44 Hektar (1999)

Im Süden und Westen des Nordthüringer Hügellandes wurde bis Anfang der 1990er Jahre in zahlreichen Schachtanlagen des Südharzer Kalireviers bei Sondershausen und Bleicherode Kalisalz gefördert und hat die Landschaft bis heute deutlich geprägt.

## Berge

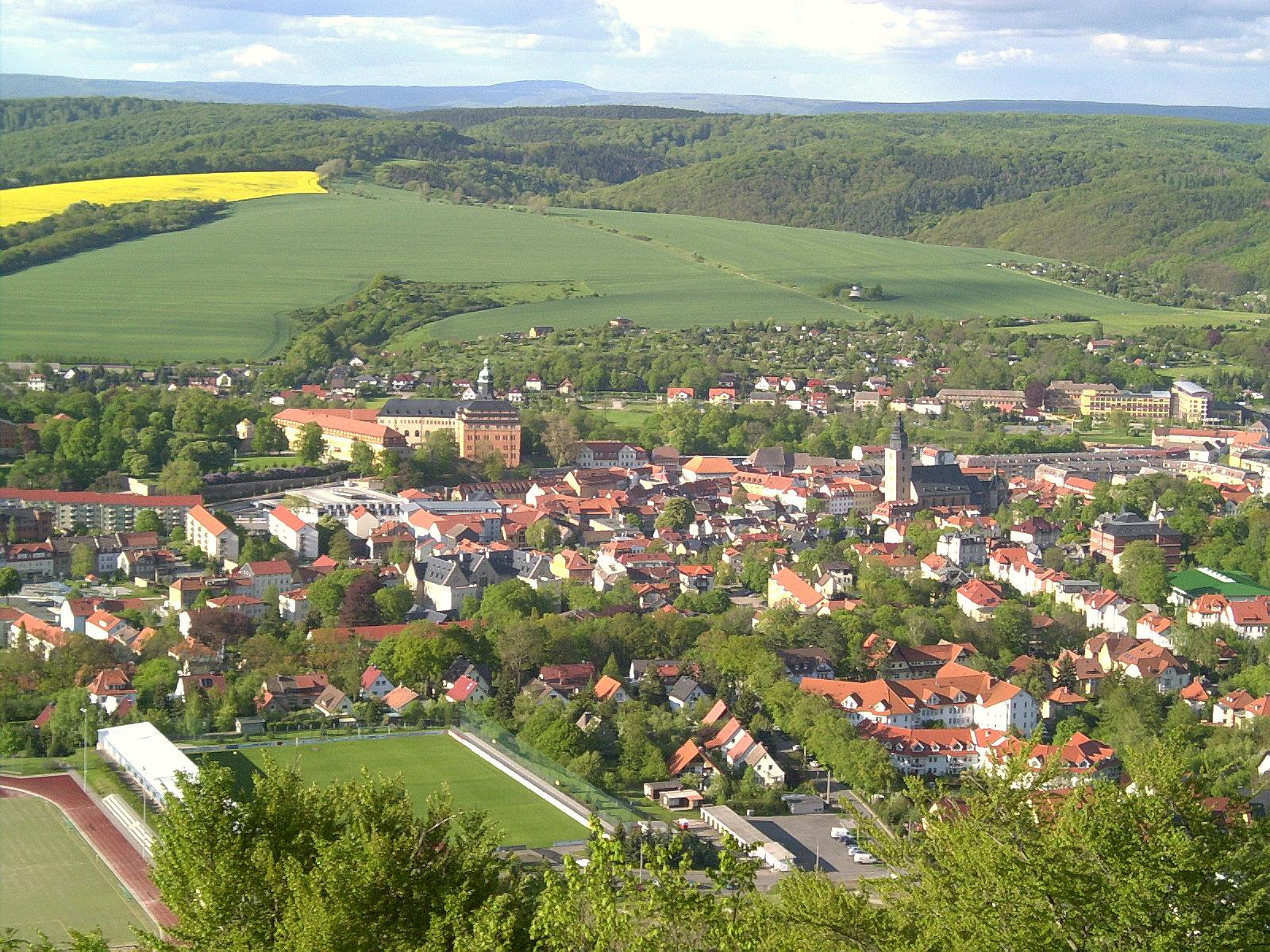
Die Windleite nördlich von Sondershausen

Die wichtigsten Berge und Erhebungen des Nordthüringer Hügellands sind der Höhe nach:
- Höhenzug der Windleite mit Auswahl:
  - Zimmerberg (374,4 m) im Zentrum, Kyffhäuserkreis, nordöstlich von Sondershausen
  - Wildemann (367 m), Kyffhäuserkreis, unweit westlich des Schersenguts
  - Hammaer Steinberg (360,2 m), südwestlich von Auleben und Hamma, Landkreis Nordhausen
  - Schöne Leite (356,2 m), Gemarkung Bendeleben, Kyffhäuserkreis
  - Hohe Berge (354,3 m), westlich von Bendeleben, nördlich von Berka a.d. Wipper, Kyffhäuserkreis
  - Paßberg (354,1 m), nördlich von Sondershausen-Stockhausen, südlich von Uthleben, Landkreis Nordhausen/Kyffhäuserkreis
  - Winterkopf (351,5 m), südwestlich von Badra, unweit östlich des Schersenguts, Kyffhäuserkreis
  - Steinberg b. Uthleben (308,9 m) im westlichen Teil, Landkreis Nordhausen, südlich von Uthleben
  - Seegaer Berg (287,4 m) im östlichen Teil, Kyffhäuserkreis, nördlich von Seega
- Steinberg (385,8 m), Landkreis Eichsfeld, westlich von Werningerode (OT von Steinrode), östlicher Ausläufer des Ohmgebirges
- Bauerberg (360,4 m), Grenzbereich Landkreis Eichsfeld/Nordhausen, südlich von Werningerode, öst. Ausläufer des Ohmgebirges
- namenlos (337,0 m), Landkreis Nordhausen, südlich von Elende
- Himbeerberg (328,8), Landkreis Nordhausen, südlich von Trebra, östl. Ausläufer des Ohmgebirges
- Junkerberg (324,0 m), Landkreis Nordhausen, südlich von Mauderode
- Butterberg (298,8 m), Landkreis Nordhausen, westlich von Werther
- Schernberg (291,7 m), Landkreis Nordhausen, südlich von Großwechsungen
- Herrmannsberg (272,8 m), Landkreis Nordhausen, nördlich von Limlingerode

## Gewässer
Das Nordthüringer Hügelland wird überwiegend nach Osten entwässert. Der wichtigste Fluss ist die stark regulierte Wipper im Süden, die vom Unteren Eichsfeld kommend nördlich der Hainleite nach Südosten verläuft und im Wipperdurchbruch bei Seega das Hügelland verlässt. Als größter Nebenfluss mündet die Bode (li) bei Bleicherode in die Wipper, kleiner Zuflüsse sind der Renkgraben (re), Bölinger Graben (li), Teichbach mit Hainröder Bach (re), Wernröder Bach (re), Paßberggraben, Unterlauf Klinge (li), Bebra (re) und die Hachel (re). Die Wipper ist durch die Auslaugung der Salzabraumhalden des Südharzgebietes belastet. Die Abwässer werden wasserstandsabhängig aus den Laugenstapelbecken bei Wipperdorf eingebracht. 
Im Norden bildet die Helme und ihre zahlreichen kleinen Zuflüsse, unter anderem die bereits aus dem Harz kommende Ichte ein breites Tal, welches talabwärts südlich von Nordhausen die Landschaft der Goldenen Aue bildet.
Auf der Nordseite der Windleite entspringen zahlreiche kleine Bäche nach Norden zur Helme und nach Osten in Richtung Bad Frankenhausen zum Solgraben.